# Pànic del nucli

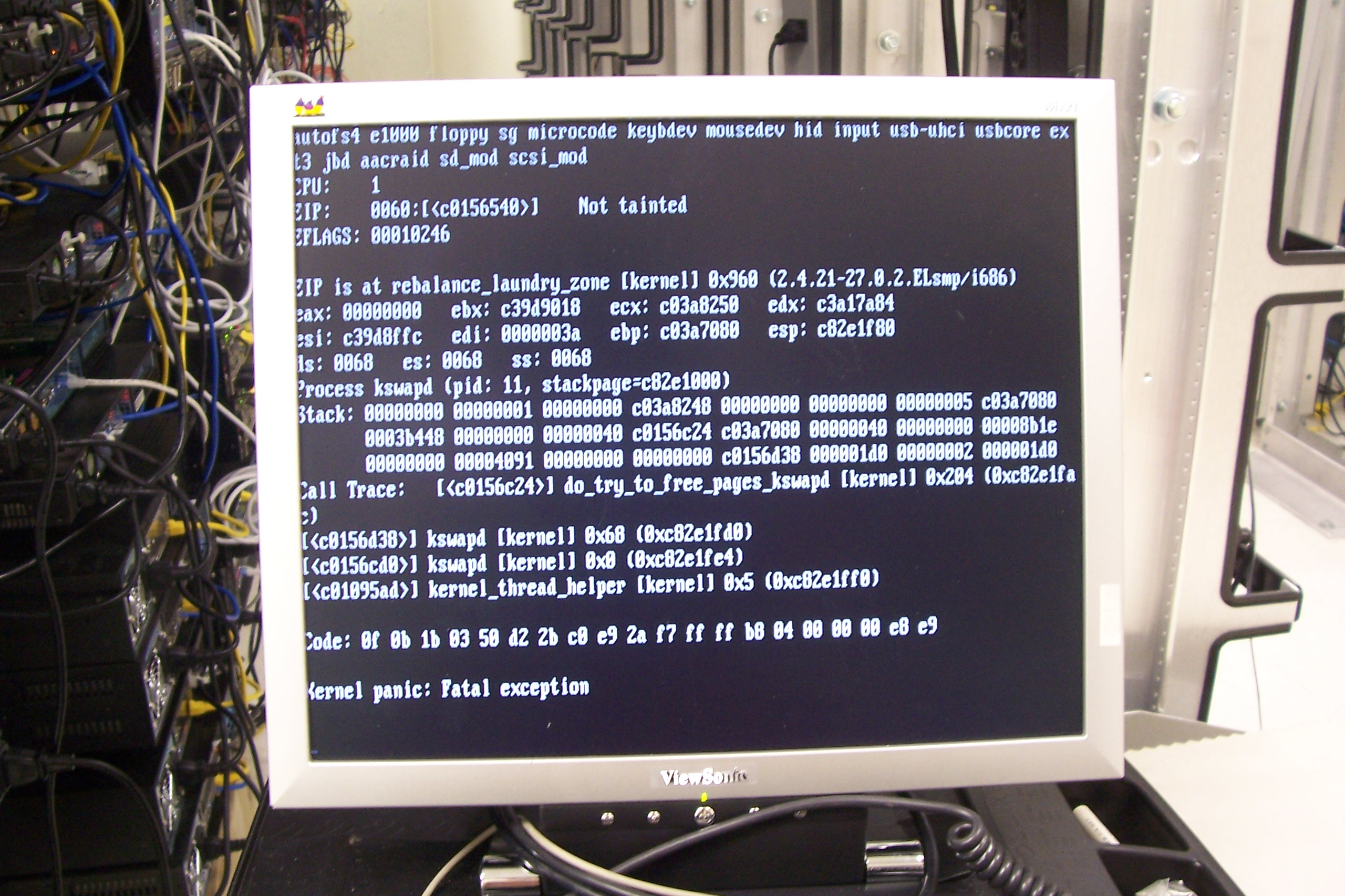
Un missatge de pànic del nucli d'un sistema Linux.

Un pànic del nucli (de vegades abreujat com a KP) és una mesura de seguretat presa pel nucli d'un sistema operatiu en detectar un error fatal intern en el qual no es pot recuperar de manera segura o continuar executant el sistema tindria un risc més gran. d'importants pèrdues de dades. El terme és en gran manera específic per a sistemes Unix i similars a Unix. L'equivalent als sistemes operatius Microsoft Windows és un error d'aturada, sovint anomenat "pantalla blava de la mort".
Les rutines del nucli que gestionen els pànics, conegudes com panic() al codi font derivat d' AT&T i BSD Unix, estan dissenyades generalment per emetre un missatge d'error a la consola, bolcar una imatge de la memòria del nucli al disc per a la depuració post-mortem, i després o bé espereu que el sistema es reiniciï manualment o bé inicieu un reinici automàtic. La informació proporcionada és de caràcter molt tècnic i té com a objectiu ajudar un administrador del sistema o desenvolupador de programari a diagnosticar el problema. Els pànics del nucli també poden ser causats per errors originats fora de l'espai del nucli. Per exemple, molts sistemes operatius Unix entren en pànic si el procés d'inici, que s'executa a l'espai d'usuari, finalitza.
El nucli Unix manté la coherència interna i la correcció del temps d'execució amb afirmacions com a mecanisme de detecció d'errors. El supòsit bàsic és que el maquinari i el programari haurien de funcionar correctament i un error d'una afirmació provoca un pànic, és a dir, una aturada voluntària de tota l'activitat del sistema. El pànic del nucli es va introduir en una primera versió d'Unix i va demostrar una diferència important entre les filosofies de disseny d'Unix i el seu predecessor Multics.
La funció original panic() no va canviar essencialment de la Cinquena Edició UNIX a l'UNIX 32V basat en VAX i només va emetre un missatge d'error sense cap altra informació, i després va deixar caure el sistema en un bucle inactiu sense fi.